# Alloharpina dolosaria
Alloharpina dolosaria är en fjärilsart som beskrevs av John Henry Leech. Alloharpina dolosaria ingår i släktet Alloharpina och familjen mätare. Inga underarter finns listade i Catalogue of Life.